# Skynd (группа)
Skynd (стилизовано как SKYND) — музыкальная группа, исполняющая в жанре индастриал рок. Состоит из солистки и мульти-инструменталиста, выступающих под псевдонимами Skynd и Father соответственно. Они стали первыми музыкантами в жанре true crime, со своей мрачной эстетикой и песнями, большинство из которых основаны на резонансных смертях и убийствах. Группа выпустила песни, посвящённые смерти Элизы Лэм, массовому самоубийству в Джонстауне, бойне в школе «Колумбайн» и таким убийцам, как Гэри М. Хейдник, Ричард Рамирес, Эдмунд Кемпер, Джон Уэйн Гейси, Армин Мейвес, Крис Уоттс и Кэтрин Найт.

## История

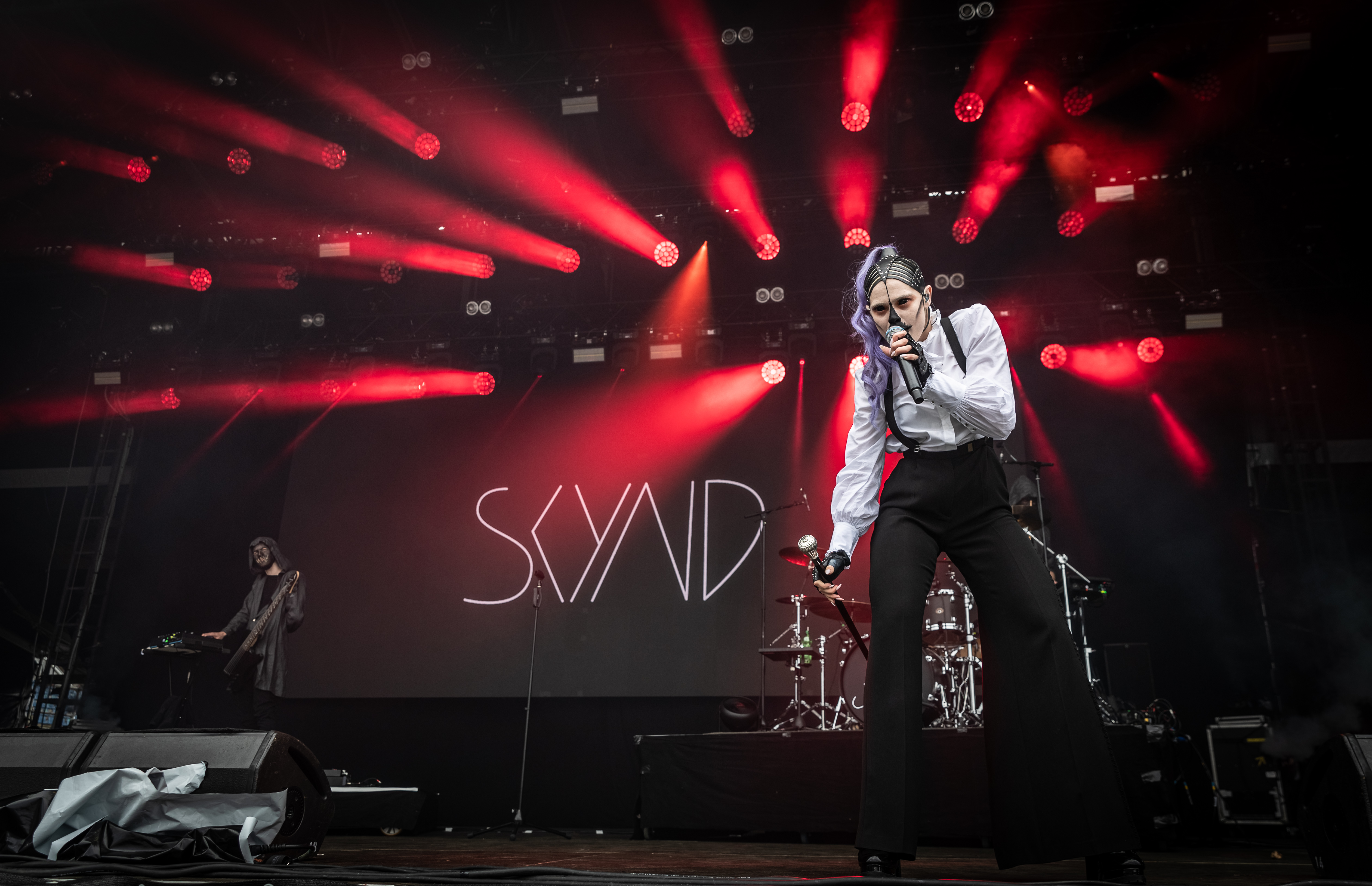
Skynd выступают вживую на Rock am Ring в 2022 году

Skynd известна своими разнообразными вокальными стилями, используя как высокие, так и низкие тона, часто с элементами нечеловеческого голоса. Благодаря Джонатану Дэвису из Korn, который принял участие в треке Skynd «Gary Heidnik», группа обрела своих первых поклонников.
Первое выступление Skynd в качестве хедлайнера прошло в концертном зале Electrowerkz в Лондоне, в 2019 году. Солистка оделась в пёстрое сочетание трупного грима и одежды в викторианском стиле. Посетителям раздавали чашки с напитком «Kool-Aid» в качестве отсылки к её песне о бойне в Джонстауне. Вскоре после этого Skynd вошли в шорт-лист финалистов Heavy Music Awards 2020.
Skynd дала интервью проекту The Boo Crew в 90-м эпизоде подкаста Bloody Disgusting, а также журналистке Ebony Story из Wall of Sound.

## Дискография

### EP
- Chapter I (2018)
- Chapter II (2019)
- Chapter III (2021)
- Chapter IV (2022)

### Синглы
- «Elisa Lam»(2018)
- «Gary Heidnik» (с Джонатаном Дэвисом) (2018)
- «Richard Ramirez» (2018)
- «Jim Jones» (2019)
- «Katherine Knight» (2019)
- «Tyler Hadley» (2019)
- «Columbine» (c Bill $Aber) (2020)
- «Michelle Carter» (2021)
- «Chris Watts» (2022)
- «Armin Meiwes» (2022)
- «John Wayne Gacy» (2022)
- «Edmund Kemper» (2023)
- «Robert Hansen» (2023)
- «Bianca Devins» (2023)
- «Heavens Gate» (2024)
- «Violets are Blue [9]» (2024)
- «Aileen Wuornos[10]» (2025)